# イストチニ・モスタル
イストチニ・モスタル（セルビア語:Источни Мостар / Istočni Mostar、クロアチア語:Istočni Mostar、ボスニア語:Istočni Mostar）は、ボスニア・ヘルツェゴビナのスルプスカ共和国を構成する基礎自治体。トレビニェ地方に属する。かつてはスルプスキ・モスタル（Српски Мостар / Srpski Mostar）と呼ばれていたが、2004年にボスニア・ヘルツェゴビナの憲法裁判所によって、この名称は憲法違反にあたるとして改称された。
ボスニア・ヘルツェゴビナ紛争以前はモスタル基礎自治体の一部であったが、紛争によってボスニア・ヘルツェゴビナ連邦側の自治体モスタルと、スルプスカ共和国側のイストチニ・モスタルに分断された。イストチニ・モスタルとは東モスタルを意味し、ボスニア・ヘルツェゴビナ連邦側のモスタルの町の東部もまた東モスタルと呼ばれるが、スルプスカ共和国にあるイストチニ・モスタル自治体とは異なる。
イストチニ・モスタル自治体に含まれる村落はジイェムリェ（Zijemlje）のみであり、主にセルビア人が住み、人口はわずかに150人である。1991年の時点では、ジイェムリェには153人が居住し、96人（63%）はセルビア人、57人（37%）はムスリム人であった。